# ペンステート・ニタニーライオンズ

ペンステート・カラーのビッグ・テンのロゴ

ペンステート・ニタニーライオンズ（英: Penn State Nittany Lions）は、アメリカ合衆国のペンシルベニア州立大学のスポーツ競技チーム。NCAAディビジョンI所属。

## 競技チーム
| 男子スポーツ                            | 女子スポーツ       |
| --------------------------------------- | ------------------ |
| 野球                                    | バスケットボール   |
| バスケットボール                        | クロスカントリー   |
| クロスカントリー                        | フィールドホッケー |
| フットボール                            | ゴルフ             |
| ゴルフ                                  | 体操               |
| 体操                                    | アイスホッケー     |
| アイスホッケー                          | ラクロス           |
| ラクロス                                | サッカー           |
| サッカー                                | ソフトボール       |
| 水泳・飛込                              | 水泳・飛込         |
| テニス                                  | テニス             |
| 陸上†                                   | 陸上†              |
| バレーボール                            | バレーボール       |
| レスリング                              |                    |
| 男女混合スポーツ                        |                    |
| フェンシング                            |                    |
| †屋外競技チームと室内競技チームがある。 |                    |